# August Karl Julius Hartwig
August Karl Julius Hartwig (1823 - 1913) fue un botánico, y horticultor alemán,

## Honores

### Epónimos
Especies
- (Dryopteridaceae) Polystichum hartwigii Hieron.[1]
- (Euphorbiaceae) Lepidocroton hartwigii Klotzsch ex Pax & K.Hoffm.[2]
- (Fabaceae) Robinia hartwigii Koehne in Mitt.[3]
- (Rosaceae) Malus hartwigii Koehne[4]

- La abreviatura «Hartwig» se emplea para indicar a August Karl Julius Hartwig como autoridad en la descripción y clasificación científica de los vegetales.[5]